# Cottus echinatus
Cottus echinatus е изчезнал вид сладководна лъчеперка от семейство Cottidae.

## Разпространение
Видът е бил ендемичен за езерото Юта, разположено в северната централна част на американския щат Юта.